# باشگاه (فیلم ۱۹۸۰)
باشگاه (انگلیسی: The Club) فیلمی به کارگردانی بروس برسفورد است که در سال ۱۹۸۰ منتشر شد.